# Naoki Otani
Naoki Otani (大谷 尚輝 Otani Naoki?, nacido el 24 de septiembre de 1995 en Hiroshima) es un futbolista japonés que se desempeña como defensa.

## Trayectoria

### Clubes
| Club                | País  | Año         |
| ------------------- | ----- | ----------- |
| Sanfrecce Hiroshima | Japón | 2014 - 2016 |
| Roasso Kumamoto     | Japón | 2015        |
| J. League sub-22    | Japón | 2014 - 2015 |
| FC Machida Zelvia   | Japón | 2016 - 2017 |

## Estadística de carrera

### J. League
| Club                | Año   | J. League | J. League | Copa J. League | Copa J. League | Total | Total |
| Club                | Año   | Part.     | Goles     | Part.          | Goles          | Part. | Goles |
| ------------------- | ----- | --------- | --------- | -------------- | -------------- | ----- | ----- |
| Sanfrecce Hiroshima | 2014  | 0         | 0         | 0              | 0              | 0     | 0     |
| Roasso Kumamoto     | 2015  | 5         | 0         | -              | -              | 5     | 0     |
| J. League sub-22    | 2014  | 5         | 0         | -              | -              | 5     | 0     |
| J. League sub-22    | 2015  | 1         | 0         | -              | -              | 1     | 0     |
| Sanfrecce Hiroshima | 2016  | 0         | 0         | 0              | 0              | 0     | 0     |
| FC Machida Zelvia   | 2016  | 6         | 0         | -              | -              | 6     | 0     |
| FC Machida Zelvia   | 2017  | 25        | 2         | -              | -              | 25    | 2     |
| Total               | Total | 42        | 2         | 0              | 0              | 42    | 2     |